# Free Burma Rangers
Free Burma Rangers (FBR; em birmanês: ဖရီးဘားမားရိန်းဂျား)  é uma organização multinacional cristã de ajuda humanitária e advocacy.. Foi fundada em 1997 por David Eubank em resposta à crise humanitária decorrente dos conflitos armados em Myanmar. Além de Mianmar, também operam no Sudão, Iraque e na Administração Autônoma do Norte e Leste da Síria (parte da Síria), prestando assistência médica emergencial a deslocados internos, doentes e feridos.
A organização treina equipes de homens e mulheres em tratamento médico de linha de frente e técnicas de reconhecimento. Além de prestar ajuda humanitária, uma função secundária das equipes é obter evidências de violência militar e abusos de direitos humanos. Essas informações são então publicadas na forma de relatórios online e/ou divulgadas a grupos internacionais de direitos humanos, organizações intergovernamentais como a ONU e agências de notícias.
A FBR busca aliviar a longa campanha de violência dos governantes militares contra as minorias étnicas de Mianmar e é um dos vários movimentos de base que surgiram em resposta às crescentes necessidades de saúde da subclasse étnica perseguida no país. Não é apoiada pelas autoridades locais e sua atividade dentro da fronteira birmanesa é clandestina.

## História
Foi formada no final da década de 1990, após uma escalada da atividade militar birmanesa contra o povo karen. Aldeias foram destruídas, pessoas foram mortas e mais de 100.000 pessoas foram forçadas a deixar suas casas em um programa de violência que visava remover a população de suas terras para dar lugar a interesses comerciais em desenvolvimento.
A história, o caráter e a atividade contínua do Free Burma Rangers estão intimamente ligados ao seu fundador, Dave Eubank, um cidadão norte-americano que assumiu o pseudônimo Karen Tha-U-Wah-A-Pah ("TUWAP"). Ele é um pastor formado no Seminário Teológico Fuller e ex-membro das Forças Especiais do Exército dos Estados Unidos. Tendo já passado vários anos como missionário em Mianmar, em 1996, após um encontro casual com Aung San Suu Kyi, líder da Liga Nacional para a Democracia, TUWAP sentiu-se inspirado a iniciar um "Dia Global de Oração"  e a ajudar a fortalecer a união entre a população majoritária birmanesa e os diversos grupos étnicos minoritários. TUWAP esteve em Mianmar durante as ofensivas do Exército de 1997, distribuindo medicamentos aos deslocados pelo conflito, e foi nessa época que decidiu empregar sua ampla gama de habilidades para levar um tipo único de ajuda humanitária a um número maior de pessoas.
Em janeiro de 2013, imagens obtidas pelos Free Burma Rangers e divulgadas à mídia mundial foram fundamentais para interromper as contínuas ofensivas militares birmanesas contra o Exército de Independência Kachin, no norte de Mianmar.
As equipes da FBR operam também em zonas de conflito fora da Birmânia, como o conflito que envolveu o Estado Islâmico na Síria e no Iraque.
Pelo menos uma equipe da FBR esteve presente na libertação de Mosul, no Iraque, em 2017.